# オーニソプター

飛行する模型オーニソプター

オーニソプター（英: ornithopter）とは鳥やコウモリ・翼竜・昆虫のように翼を羽ばたかせることによって飛ぶ航空機のことである。日本語では鳥型飛行機、羽ばたき式飛行機、はばたき機などと訳されることもある。

## 概要
航空史の黎明期に開発された飛行機械は、大半が鳥のように羽ばたくものであった。かつて、人類が目にした自由に空を飛ぶものといえば鳥や昆虫であり、こうした生物は羽ばたき飛行を行っている。ゆえに人々が飛ぼうとするとき、羽ばたきを選んだのはごく自然なことだった。
しかしながら、鳥は単に翼を上下させているのではなく、翼自体を変形させつつ複雑に羽ばたくことで揚力と推力を同時に得ている。当初は鳥の飛行の原理が充分に理解されていなかった上に、鳥の羽ばたきを機械で模倣するのは技術的にも困難であった。また、人力か動力のいずれにしろパワーウェイトレシオが不足し、なおかつ羽ばたきに耐える強度を持った翼を開発できなかったため、オーニソプターによる飛行の試みはことごとく失敗に終わった。
気球が発明された1783年以降も、それに始まる軽航空機の発展とはあまり関わりがなく作られ続けるが、19世紀前半にジョージ・ケイリーが揚力と推力を分離する固定翼機、つまりグライダーの技術を考案し、後に1903年、ライト兄弟がそのグライダーの応用による有人動力飛行を実現させるとオーニソプターの開発は下火となる。
現在のオーニソプターは、小型の模型でゴム動力やバッテリーで駆動するものがほとんどで、ラジコン操作で飛行場の鳥を追い払うために使われているものもある。一方、エンジンを用いた人間を搭載可能なオーニソプターの研究もいくつか行なわれているが、まだ実用化には至っていない。

## 用語
"Ornithopter" の語は、古代ギリシア語で「鳥」を表す ὄρνις, ὄρνῑθος (ornis, ornithos) の語幹 ὄρνιθ- (ornith-) と、古代ギリシア語で「翼」を意味する πτερόν (pteron) から派生した接尾語 -pter の複合によるもの。

はばたき機自体の歴史は15世紀頃まで遡ることができるが、オーニソプターという語が初めて確認されたのは1908年のことである。この頃にはすでにライト兄弟により固定翼機が発明され、はばたき機の開発は下火になっていた。したがってこの語は一種のレトロニムである。

## 年表

### 17世紀以前

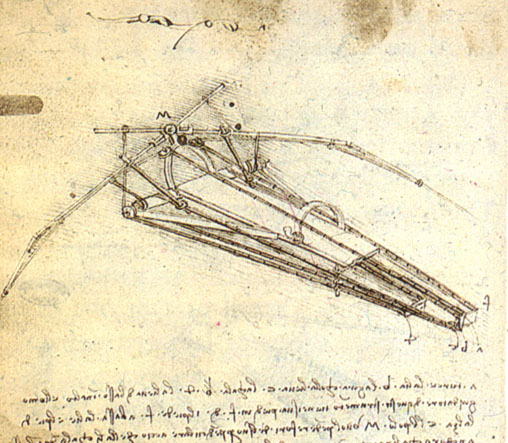
ダ・ヴィンチによる人力オーニソプターのスケッチ

- 1490年にレオナルド・ダ・ヴィンチがオーニソプターの設計図を描く。ダ・ヴィンチのそれは単なる空想ではなく、トビなどの鳥をつぶさに観察し、羽ばたきの仕組みや骨格などを詳しく調べた結果のものであった。いくつかのタイプがあるが、どれも主に脚力を利用して羽ばたく構造で、実際に製作されたという説もある[3]。
- 1678年: フランスの錠前師ベスニエ（Besnier）が、羽ばたき式飛行具（両端に翼面のある棒二本を両肩に担ぎ、前の方を握り、それぞれの後端と両足を結んでバタ足の要領で羽ばたく形式）を作る。屋上から飛び降りて無事に着地したといわれる[4][5]。

### 18世紀
- 1742年: フランスでド・バックヴィル侯爵（de Bacqueville）が昆虫の羽を参考に作った4枚の翼を四肢に取り付け、飛行を試みるがセーヌ川に墜落[4][5][6]。
- 1781年: バーデン大公国（南ドイツ）のカルル・フリードリヒ・メールヴァインが、鳥の翼面荷重を検討した結果として翼面積126平方フィート（約12 m2）の人力オーニソプターを製作。翼は主に腕の力で動かされた。一回目の飛行試験は失敗。1784年8月4日、改良型による二度目の試験では150 mを飛んだとも伝えられるが、出発点は高所であったと思われ[6]、また短い滑空をしただけという説もある[7]。
- 1781年: 三河国の戸田太郎太夫が飛行実験を行ったとされる。
- （1783年: モンゴルフィエ兄弟が熱気球を、ジャック・シャルルが水素気球を発明。人類が現実に、確実に飛行できるようになる。）
- 1785年（天明5年）: 備前国の表具師浮田幸吉が鳩の翼と体重を検討して翼を作り、橋の欄干から飛び降りて軟着陸（羽ばたいたとも滑空したとも[8]。
- 1780年代: 琉球の花火師飛び安里が竹の弾力を利用した人力オーニソプターを作る（グライダーだったとする説もある）。

### 19世紀

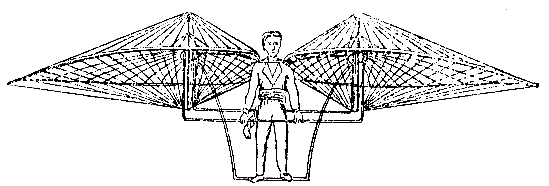
デーゲンのオーニソプター（気球部分は描かれていない）

- 1801年: フランスのギヨーム・レスニエ（Gillaume Resnier）、翼長6mの人力オーニソプターで飛行を試みる。少なくとも高所からの滑空には成功した。
- 1809年: ウィーンの時計職人ヤーコプ・デーゲン（Jakob Degen、スイス人）が、小型の気球で重量の大半を支える形式の人力オーニソプターを製作。1810年12月6日、ルクセンブルクで公開飛行。1812年7月7日にはパリで（半時間で数kmの）公開飛行[7][9][10]。
- 1810年: イギリス人トーマス・ウォーカー、尾翼のある一人乗りオーニソプター（動力式？）を考案[9]。
- 1811年: “ウルムの仕立て屋”アルプレヒト・ベルブリンガー、デーゲンの影響を受けて人力オーニソプターを作る。5月31日、ウルムにて公開飛行に失敗（ドナウ川に墜落）[7]。
- （19世紀前半にはジョージ・ケイリー卿が揚力と推力を分離する方法を考案。固定翼機への道を開く。）ケイリーは1817年、羽ばたき翼により推進される飛行船（蒸気機関を動力とする）も構想している。
- 1852年: フランス人ルイ・ルトゥールがパラシュートと組み合わされた人力オーニソプターを製作。1854(?)年、気球から落とされる実験で、木にひっかかり死亡[9]（※[5]によると「フランコ・ラトゥール」が1853年6月22日、ロンドンで墜落死）。
- 1854年: ブレアン、蝶のような形の翼を持った人力オーニソプターを製作（未製作？）。腕力で打ち下ろし、ゴムの張力で引き上げる構造だった[11][12][13]。
- 1860年: スミシーズ、動力（蒸気機関）オーニソプターを設計（製作？）[12][13]。
- 1865(4?)年: ストリューヴェ（シュトルーフェ）とテレシェフ、多翼（数対の翼を備えた）オーニソプターを設計[12][13]。
- 1867年: オットー・リリエンタールと弟のグスターフ、実験により人力オーニソプターを見捨てる[14]（※重量の1割程度の揚力しか得られないことが判明したため）。
- 1868(9?)年: イギリス人ジョゼフ・カウフマンが翼長21m、重量2.4トン、蒸気機関を動力とする羽ばたき機を計画。実際に作られた重量18kgの動力模型は離陸できず[9][15]。

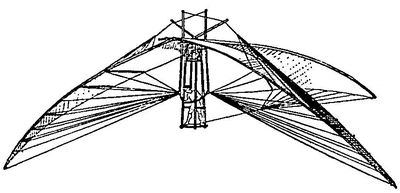
デ・フローフの人力オーニソプター

- 1874年: ベルギーの靴屋デ・グルーフ（Vincent de Groof、フローフとも表記）が翼長10m以上で尾翼のある人力オーニソプターを製作。ブリュッセルで一度目の実験（飛行できず？）。7月9日、ロンドンで二度目の実験。気球に吊られて高度数百mまで運ばれた後、宙に放たれるが飛行できず墜落死した[4][7][15][16]
- 1870年代: フランスで、相次いで動力式の模型オーニソプターが作られる。これらは飛行した。
  - ギュスターヴ・トルーヴェは1870年、火薬の爆発で動く模型オーニソプターをフランス科学アカデミーにて70m飛行させた。ジョベール（Jobert）は1871年に、ド・ヴィルヌーヴ（Hureau de Villeneuve）は1872年にゴム動力の模型を飛ばした。航空の父アルフォンス・ペノーや、1879年の固定翼動力模型機で有名になるヴィクトル・タタンもゴム動力の模型オーニソプターを作っていた[9][12][13][14]。
- 1883年: ペテルスブルクのブラノフスキー教授、プロペラと羽ばたきを併用する動力模型機を作る[13]。
- 1880年代 - 90年代: フランス科学アカデミーのE・J・マレーが、「連続記録写真箱」によって鳥の運動を分析する。

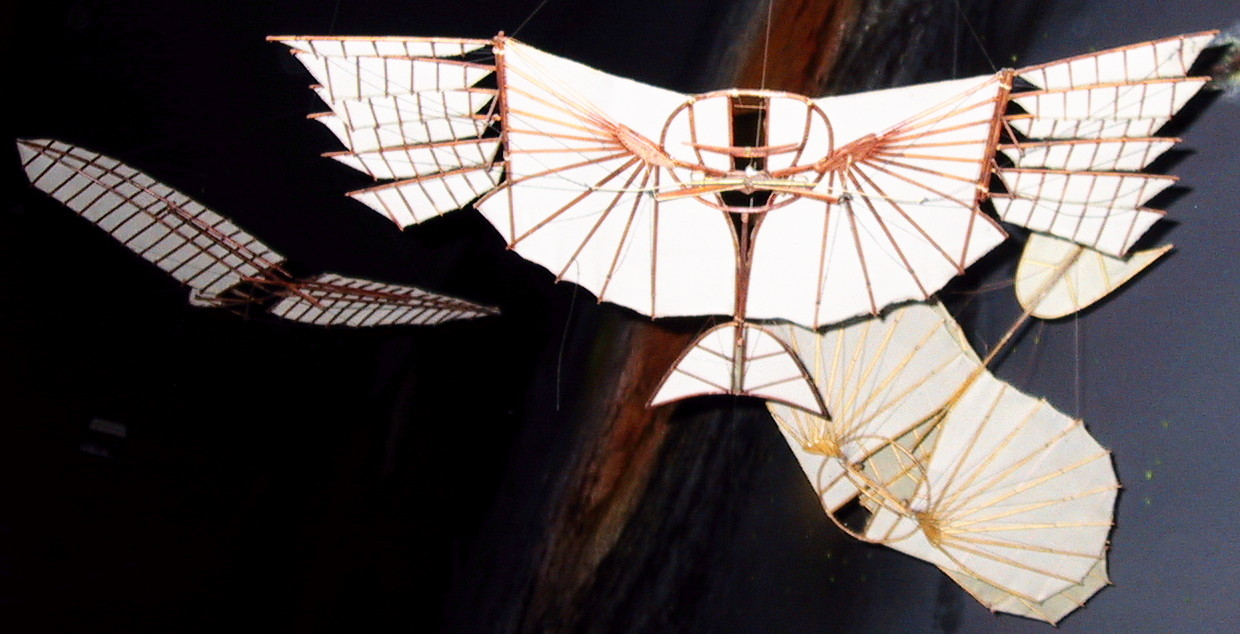
リリエンタールの動力オーニソプター

- 1893年: リリエンタールが動力（圧縮空気エンジン）式オーニソプターの特許を取得。主翼本体ではなく、翼端に取り付けた小翼を動かす形式だった。1894年に小型機（No.16）を、1896年に大型機（No.17）を製作[7][14]。
- 1890年ごろ: 箱凧で知られるローレンス・ハーグレイヴ、数機の動力式オーニソプターを製作。リリエンタールのものと同様に小翼が羽ばたいて推力を生む機構だった。

### 20世紀
- （1903年: ライト兄弟が、固定翼機による動力飛行を成功させる。）
- 1929年: アレクサンダー・リピッシュ設計の人力オーニソプターが、（カタパルトで発射された後に）約300mを飛行する。
- 1929-31年: ウラジーミル・タトリンが3種類の人力オーニソプター「レタトリン」を制作し、テスト飛行を行う（結果は不明）[17]。
- 1933年: グスターフ・リリエンタール（オットーの弟）、動力オーニソプターの研究を続けていたが成果の得られないまま病死[7]。
- 1937年: フランスで、トンボを参考にした2対の羽ばたき翼を持つ試作機リウ 102T アレリオン（英語版）（Riout 102T Alérion）が製作されるが、初飛行に至らず[18]。
- 1942年: ドイツのアダルベルト・シュミット（Adalbert Schmid）が、動力オーニソプター「ヴォルケ」（Wolke）（固定翼の後ろに羽ばたき翼を持つ）を15分間飛ばす[19]。
- 1947年: アダルベルト・シュミットが、外翼のみが羽ばたく形式の動力オーニソプターを製作する[19]。
- 1993年: 京都大学鳥人間チームのOBなどからなる団体「Silever Shooting Stars」が人力オーニソプター「迦楼羅」を製作するが、羽ばたき無しの人力牽引飛行テスト中に大破し、以後プロジェクトは休止状態となる[20]。
- 1994年: 海上自衛隊下総航空基地の自衛隊員らからなる「チーム下総OSC」が、翼端のみを羽ばたかせる形の人力オーニソプターを製作[21]。下総OSCはその後も1997年より固定翼に加えて推進用の羽ばたき翼を持つ人力機を製作し、1998年、1999年などの鳥人間コンテスト選手権大会に出場している[21][22][23]。
- 1998年: 自由の森学園人力飛行機部がプテラノドン型人力オーニソプターで鳥人間コンテスト選手権大会に出場するが、1回目の羽ばたきで翼が折れ墜落する[24]。

### 21世紀
- 2006年: トロント大学航空宇宙研究所（UTIAS）が24馬力のオーニソプターUTIAS オーニソプターNo.1（英語版）（UTIAS Ornithopter No.1）を300メートルほど飛行させる。ただし、ジェットエンジンの補助による離陸であった[25]。
- 2010年8月2日: トロント大学の学生チームが国際航空連盟の立会いの下、人力オーニソプターUTIAS スノーバード（英語版）（Snowbird）による19.3秒間の世界初の持続飛行に成功する[26]。

## フィクション
以下は、オーニソプターをテーマとする（あるいはオーニソプターが登場する）フィクションである。

### 小説
- 『世界の支配者』（SF小説、ジュール・ヴェルヌ著、榊原晃三訳、集英社文庫）
- 『獣の数字』（SF小説、ロバート・A・ハインライン著、矢野徹訳、早川書房）
- 『デューン』（SF小説、フランク・ハーバート著、矢野徹訳、ハヤカワ文庫SF）
- 『ホークムーン』（ファンタジー小説、マイケル・ムアコック著、創元推理文庫）
- 『オーニソプター開発秘史』（短編SF小説、ジャン・ラース・ジャンセン、嶋田洋一訳、SFマガジン2001年（平成13年）8月号）
- 『星からおちた小さな人』（ファンタジー小説、佐藤さとる著）

### アニメ・特撮
- 『秘密戦隊ゴレンジャー』（テレビ特撮） - 黒十字軍の戦闘機「コンドラー」としてオーニソプターが登場する。
- 『天空の城ラピュタ』（長編アニメ映画） - フラップターという名の羽ばたき機が登場するほか、主人公パズーが製作中の機体や、彼が所有するゴム動力模型なども登場する。
- 『空想の空飛ぶ機械達』（短編アニメ映画）
- 『パタパタ飛行船の冒険』（TVアニメ） - 飛行機ではなく飛行船。推進力は羽根。
- 『甲鉄傳紀シリーズ』（Flashアニメ、弥栄堂）-『オーニソプター』では飛行させられる玩具として登場。『通勤大戦争』では、旋回機銃を装備した軍用偵察オーニソプターが登場する。
- 『ハウルの動く城』（長編アニメ映画） - 飛行軍艦など比較的巨大なものが描かれている。

### 映画
- 『スカイキャプテン ワールド・オブ・トゥモロー』（SF映画）
- 『ヤング・シャーロック/ピラミッドの謎』（映画、1985年スピルバーグ製作）

### ゲーム
- 『マジック:ザ・ギャザリング』（トレーディングカードゲーム、小説、漫画） - 日本語版では「羽ばたき飛行機械」
- 『迷宮キングダム』（TRPG、冒険企画局） - 天使の一種という扱いのモンスター。